# Лиза Мари Пресли
Лиза Мари Пресли (на английски: Lisa Marie Presley) е американска певица и единственото дете на Елвис Пресли и Присила Пресли. Омъжвала се е 4 пъти и има 4 деца. Била е омъжена за Майкъл Джексън и Никълъс Кейдж, но няма деца от тях.

## Биография
Лиза Мари се ражда точно 9 месеца след сватбата на нейните родители на 1 май 1967. След техния развод през 1973 година, тя прекарва част от времето с баща си в неговото имение Грейсленд в Тенеси и част от времето с майка си в Бевърли Хилс. След смъртта на баща си през 1977 година тя заживява постоянно в Бевърли Хилс. В завещанието си Елвис Пресли оставя имението на баща си, но след неговата смърт и след като Лиза Мари навършва 25 години, тя става единствен наследник. Започва да употребява наркотици, когато е на 14. Въпреки това тя твърди, че ги е отказала напълно на 17-годишна възраст.
Днес имението на баща ѝ е превърнато в музей.

## Дискография

### Албуми
- „To Whom It May Concern“ (2003)
- „Now What“ (2005)

### Сингли
- „Lights Out“ (2003)
- „Sinking In“ (2003)
- „Dirty Laundry“ (2005)
- „Idiot“ (2005)
- „In The Ghetto“ (2007)